# مازن (اسم)
مازن هو اسم علم مذكر من أصل عربي، ومعناه هو من المزن أي السحاب أو ذو الماء منه، والمعنى الماطر أو من الفعل مزن ذهب ومضى لوجهه.

## الأصل اللغوي
الاسم "مازن" مشتق من الجذر العربي "مزن"، الذي يعني السحاب الممطر. يعكس هذا المعنى النقاء والصفاء، حيث يجلب المطر الحياة للأرض ويعيد لها خصوبتها. في التراث العربي، يعبر الاسم عن الكرم والعطاء، إذ كان يُمنح للأشخاص الذين يتمتعون بصفات النبل والشجاعة.

## أشهر الشخصيات التي تحمل اسم مازن
- من التراث العربي:
  1. مازن بن غضوبة: من أوائل المسلمين في عمان، وكان له دور بارز في نشر الإسلام في شبه الجزيرة العربية، واشتهر بالشجاعة والالتزام بالقيم النبيلة.
  2. مازن بن الأجدع: شاعر جاهلي معروف بفخره وشجاعته، وترك تأثيرًا كبيرًا على الشعر الجاهلي بفضل قصائده التي تمجد الفروسية والكرم.
  3. مازن بن شيبان: فارس وقائد شجاع، اشتهر بحكمته في الحروب وقيادته البطولية في معارك عززت مكانة القبائل العربية.[3]
- مازن (لاعب كرة قدم ياباني)
- مازن أبو شرارة (لاعب كرة قدم سعودي، 27 فبراير 1991)
- مازن أحمد الحذيفي (لاعب كرة قدم سعودي، 29 يوليو 1985[4])
- مازن الكاسبي (لاعب كرة قدم عماني، 27 أبريل 1992)
- مازن درويش (ناشط سوري، 1974)
- مازن دعنا (صحفي فلسطيني، 1960 – 17 أغسطس 2003)
- مازن عصام البنا (فيلسوف مصري، 1 أبريل 2006)
- مازن فقهاء (24 أغسطس 1979 – 24 مارس 2017)
- مازن فياض (لاعب كرة قدم عراقي، 2 أبريل 1997)
- مازن كرباج (أغسطس 1975)
- مازن المبارك (عالم لغة عربية سوري، 1930)
- مازن قمصية (كاتب فلسطيني، 1957)
- مازن الناطور (ممثل سوري، 1966)
- مازن عبد الرزاق محمد صالح بليلة (سياسي سعودي، 1375هـ)

## وصلات خارجية
- موسوعة السلطان قابوس لأسماء العرب نسخة محفوظة 5 أبريل 2019 على موقع واي باك مشين.